# Tiwanaku
Tiwanaku (španělsky Tiahuanaco nebo Tiahuanacu) je archeologická lokalita a jedna z nejvýznamnějších historických památek Bolívie, bývalé město v Andách. Leží v západní části Bolívie v departementu La Paz na okraji plochého a širokého údolí Altiplano ve výšce 3 850 m n. m., 20 km od jezera Titicaca a 72 km od La Paz v. Od roku 2000 figuruje na seznamu světového kulturního dědictví UNESCO.

## Historie
Podle většiny verzí andských legend je Tiwanaku (Tiahuanaco) označováno jako místo, kde se velký Viracocha po velké potopě opět zjevil a stvořil život. Zde byl předkům Inků svěřen zlatý prut, pomocí kterého založili svou civilizaci v Andách.
Čas vzniku a dějiny Tiahuanaca dodnes nejsou objasněny. S určitostí se ví pouze to, že bylo vytvořeno předinckou kulturou. Přínos v objevování Tiahuanaca patří Arthuru Posnanskému – rakousko-uherskému staviteli, který se počátkem 20. století přestěhoval do Bolívie, aby provádět průzkumy Tiahuanaca a následně zasvětil celý život odkrývání jeho tajemství. Jeho výzkumy ho vedly k vytvoření nejkontroverznější teorie doby vzniku Tiahuanaco – období 15 000 let př .n. l. K tomuto časovému období dospěl po vyhodnocení původní astronomické orientace chrámu Kalasasaya a vzhledem k její astronomické orientaci v současnosti. Na základě současných údajů ze satelitů upřesnil toto datum americký archeoastronom Neil Steede přibližně na dobu 12 000 let. Tvrzením, že Tiahuanaco je nejstarším městem světa, které bylo vybudováno před potopou světa, si proti sobě postavil většinu vědecké archeologické obce.
Archeologové udávají dobu blízkou počátku našeho letopočtu, nejdříve zhruba kolem roku 110 n. l. Největšího rozkvětu došlo kolem roku 800 n. l. Tou dobou vytvořili božstva, která předcházela těm inckým.
Od 16. století bylo Tiahuanaco systematicky likvidováno. V rámci katolické zuřivé kampaně, jejímž účelem bylo vyhladit v Andách modlářství, bylo zničeno velké množství soch. V tomto období vykopali hledači pokladů hluboký kráter do vrcholu pyramidy Akapana. V 19. století si ze starobylých megalitů města udělali lom inženýři při stavbě železničního náspu. Kamenné bloky z Tiahuanaca se běžně odvážely, rozbíjely a používaly jako stavební materiál až do začátku 20. století, a to i na staveništích tak vzdálených jako je La Paz. To, co z trosek zbylo, odnášeli vesničané na stavbu svých domků a jeho ruiny také vykrádali bezohlední lovci kuriozit a lupiči, kteří ukradli všechno, co se dalo zpeněžit, a do toho, co se nedalo odnést, alespoň vyryli své iniciály. Ve snaze zachránit několik zbývajících soch před dalším devastováním nápisy a jiným svévolným poškozováním byly ve 40. letech 20. století téměř všechny nedotčené sochy odvezeny do La Paz a umístěny do jakéhosi muzea pod širým nebem v blízkosti stadionu, vedle nejrušnější křižovatky. V Tiahuanacu zůstaly z původních soch pouze tři: největší, umístěná v interiéru muzea, a dvě v chrámu Kalasasaya, ohrazené ostnatým drátem.

## Současnost
Současná archeologická lokalita Tiahuanaco se skládá ze čtyř hlavních celků: polopodzemního chrámu, chrámu Kalasasaya, pyramidy Akapana a Puma punku (brána Pumy, která leží jihozápadně od hlavní rozsáhlé lokality).
- Chrám Kalasasaya je obdélníková oplocená plocha, od východu k západu měří 130 m a ze severu na jih 120 m. Chrám je orientován k hlavním světovým stranám. Zdi postavené z červených pískovcových megalitů obklopují vyvýšenou plošinu, na kterých se nacházejí dvě tiahuanacké sochy. V severozápadním rohu plošiny se nachází slavná Sluneční brána, což je 3 m vysoký, 4 m široký monolit z andezitu o hmotnosti 10 tun, na kterém je vyobrazen velký Viracocha.
- Pyramida Akapana je orientována stejně jako Kalasasaya k hlavním světovým stranám, je to archetypální posvátná hora velmi složitého tvaru. Má pyramidový půdorys o ploše větší než 200 m², v podobě třístupňové pyramidy se základnou směrem k východu a vrcholem k západu. Z tohoto půdorysu se zvedá sedm stupňů do výšky 18 m.
- Polozapuštěný chrám je zahloubená oplocená plocha rozměrů 26 x 28 m. Stojí v něm dvě stély, na jedné z nich je vytesána postava vousatého muže, která nemá podobu domorodých Američanů. Obvodové stěny jsou lemovány desítkami hlav s vyvalenýma očima.
- Pumapunku (brána Pumy) sestává z přikrčené stupňovité pyramidy se základnou zhruba 60 x 50 m, kde se nachází kamenný kvádr, jehož váha byla vypočtena na 447 tun. Mnoho dalších kamenných kvádrů váží od 100 do 200 tun.

Hlavní lomy andezitu, z nichž bylo Tiwanaku postaveno, se nacházejí ve vzdálenosti 60 km, lomy, z nichž pochází červený pískovec, jsou ve vzdálenosti 15 km. Další zajímavostí je, že jednotlivé andezitové několikatunové monolity byly spojovány kovovými svorkami, které byly vyrobeny z neobvyklé slitiny obsahující 2,05 % arzénu, 95,15 % mědi, 0,26 % železa, 0,84 % křemíku a 1,7 % niklu, přičemž zdroj niklu se nikde v Bolívii nenachází. Zajímavé je, že teplota tavení této slitiny je poměrně vysoká.

## Fotogalerie

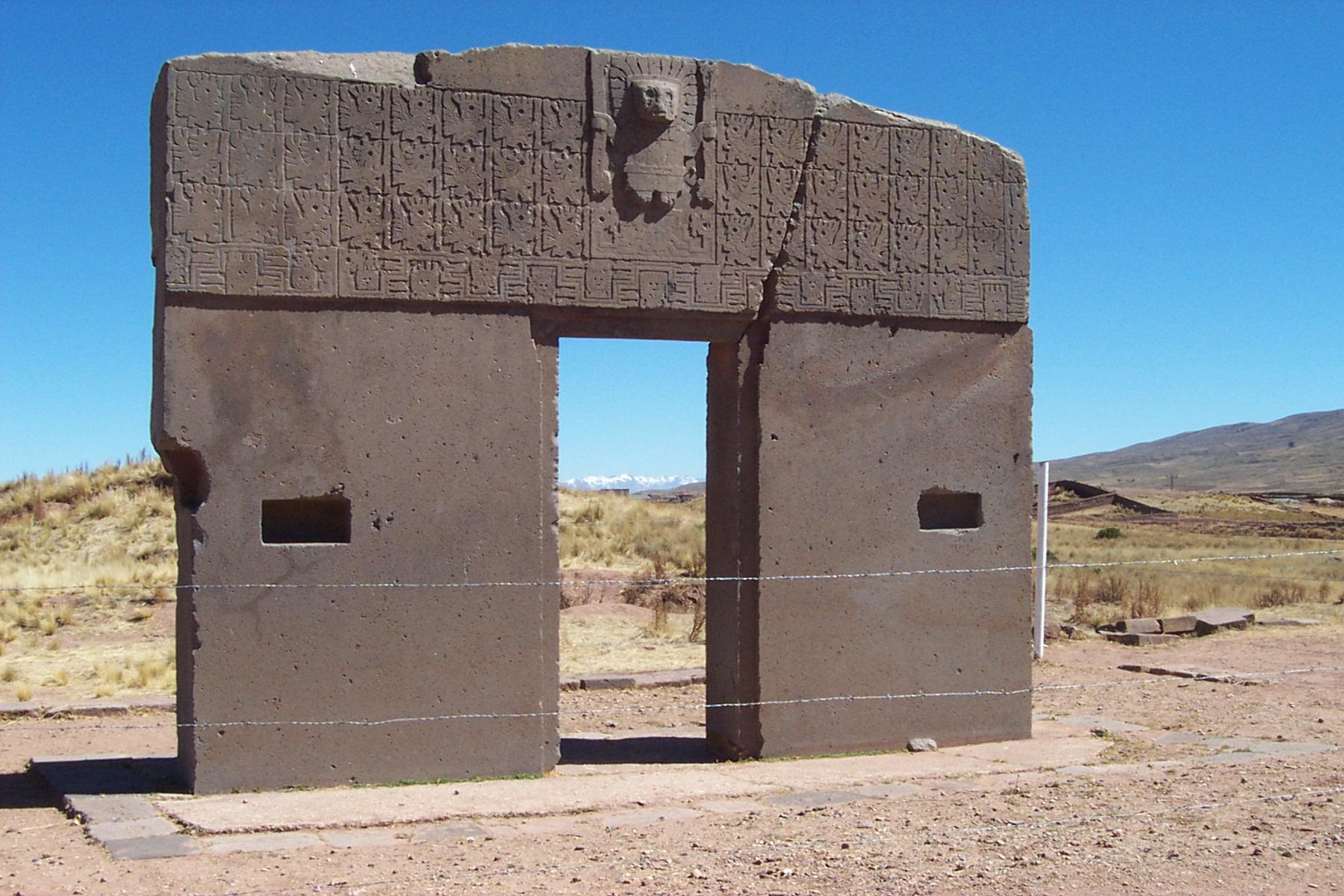
Sluneční brána
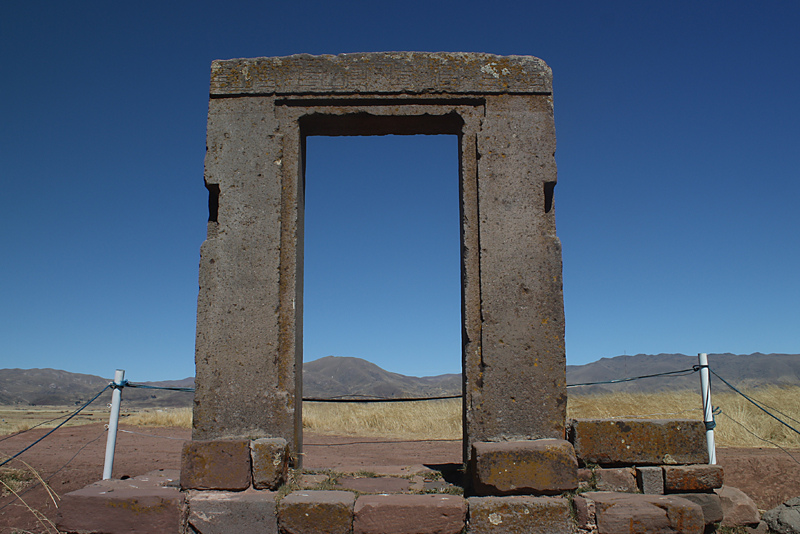
Měsíční brána
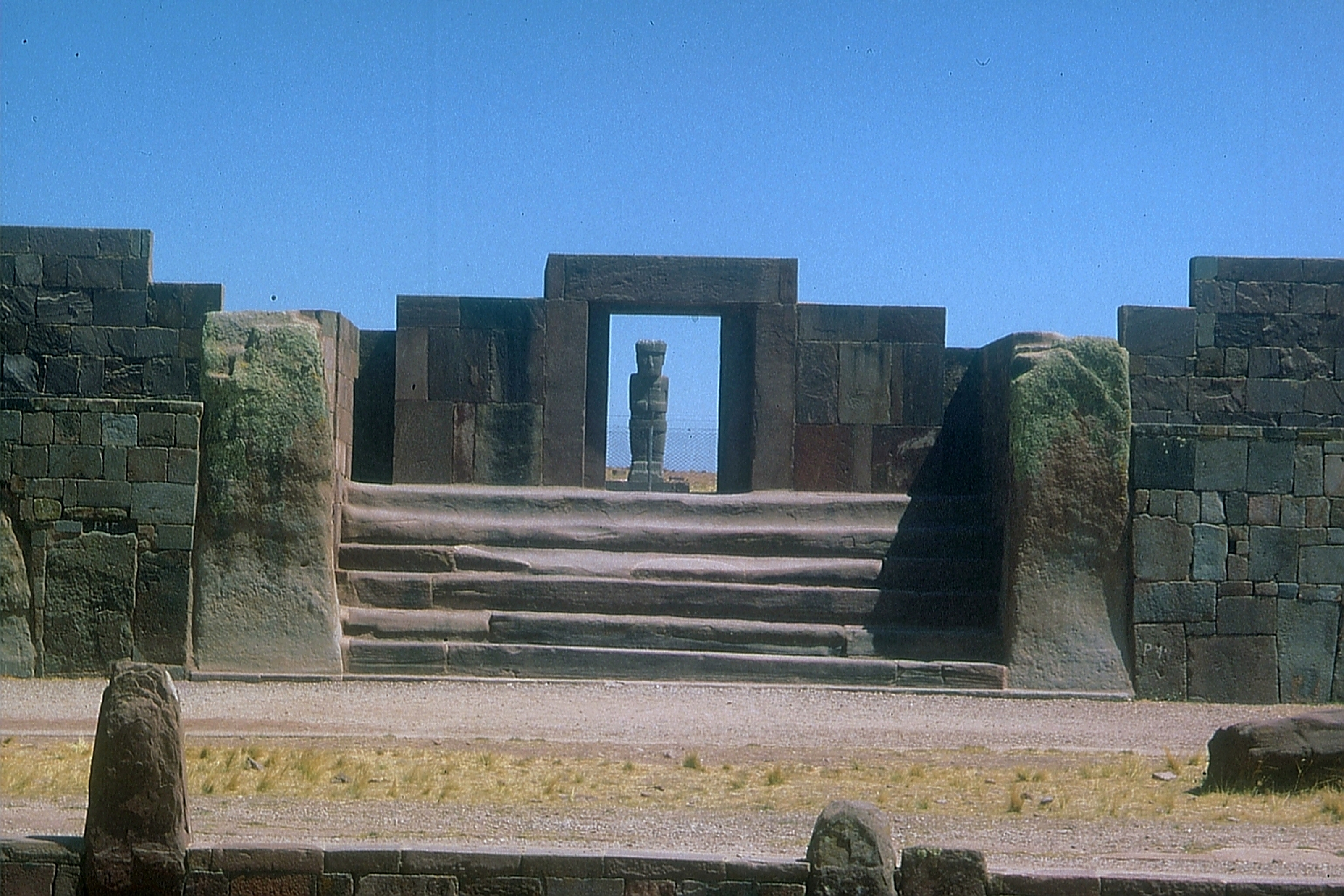
Chrám Kalasasaya
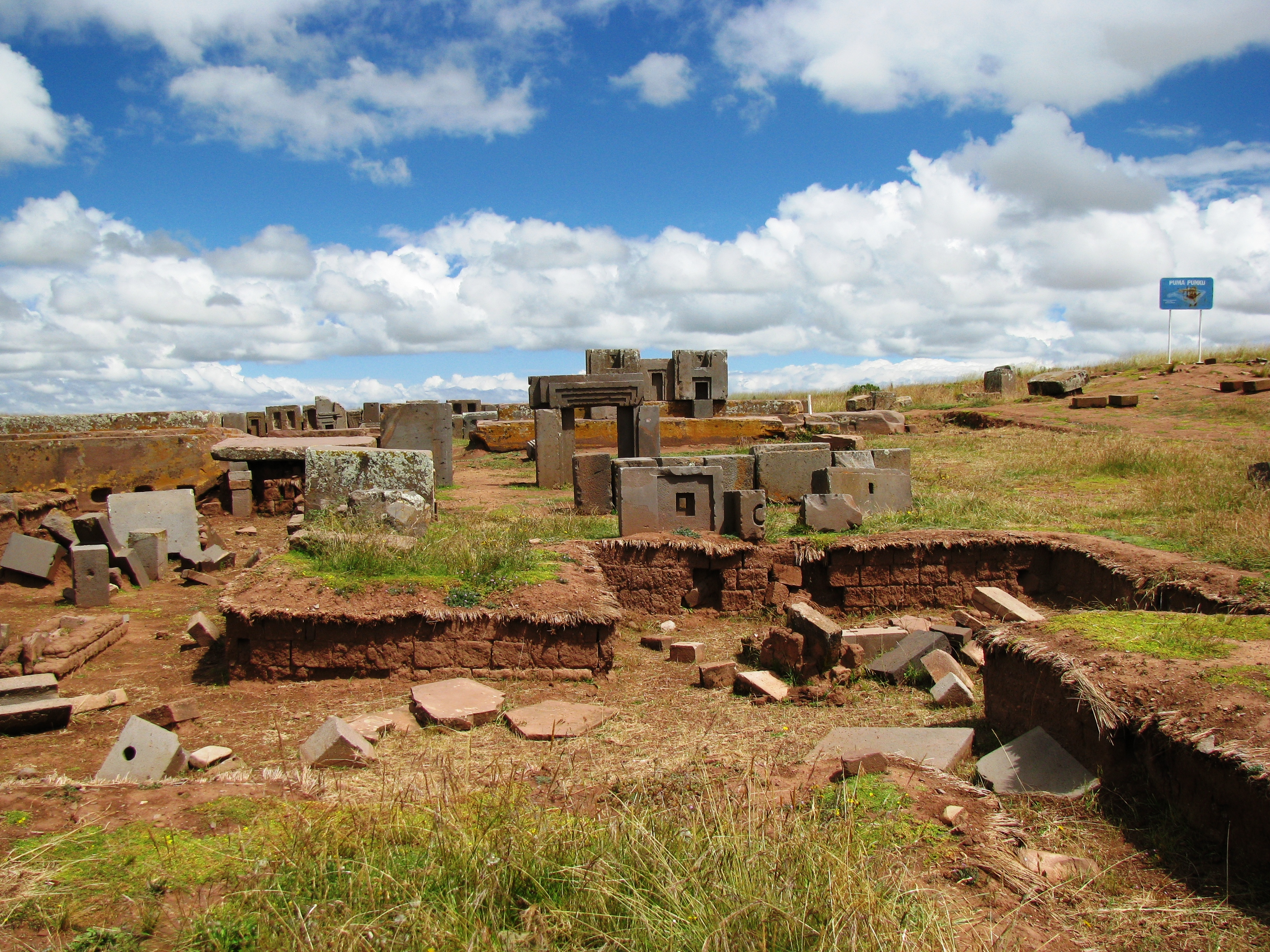
Brána Pumy
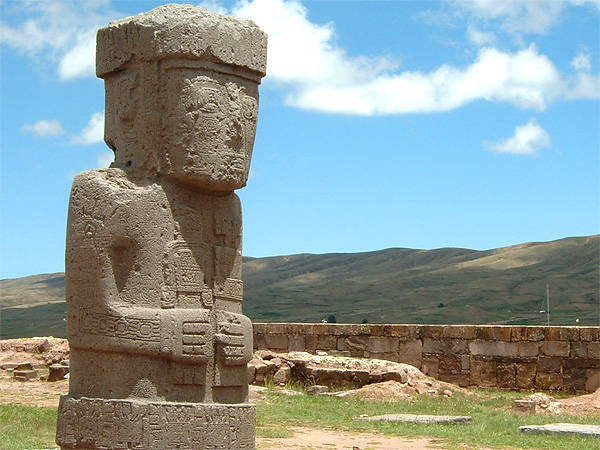
Monolit Ponce